# David Rosenmann-Taub

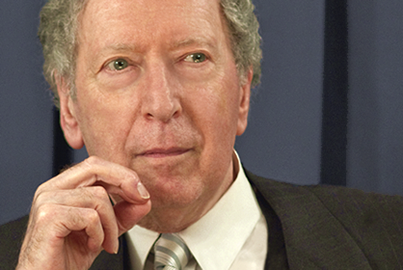
David Rosenmann-Taub

David Rosenmann-Taub (3. Mai 1927 in Santiago de Chile – 11. Juli 2023) war ein chilenischer Lyriker und Pianist.
David Rosenmann-Taub legte 1948 sein Examen an der Universität Chile ab. Im selben Jahr gewann er den Preis „Sindicato de Escritores“ für seinen ersten Gedichtband Cortejo y Epinicio. In den folgenden drei Jahrzehnten veröffentlichte David Rosenmann-Taub mehr als zehn Gedichtbände, u. a. Los Surcos Inundados, La Enredadera del Júbilo, Los Despojos del Sol und El Cielo en la Fuente. Für Los Surcos Inundados erhielt er den Premio Municipal de Poesía, das chilenische Äquivalent des Pulitzer-Preis. Seine Lyrik wurde von so unterschiedlichen Autoren wie Witold Gombrowicz, Victoria Ocampo und Francis de Miomandre geschätzt.
1976 begann er mit Lesungen und Musik zu reisen und besuchte Lateinamerika, Europa und die USA, wo er sich 1985 niederließ. Seine neueren Werke werden weiterhin in Chile veröffentlicht. Armando Uribe Arce, der jüngste Gewinner des Chilenischen Nationalpreises nannte David Rosenmann-Taub „den bedeutendsten lebenden Lyriker in spanischer Sprache“.

## Werke
- Cortejo y Epinicio (Cruz del Sur, 1948)
- Los Surcos Inundados (Cruz del Sur, 1951)
- La Enredadera del Júbilo (Cruz del Sur, 1952)
- Los Despojos del Sol (Esteoeste, 1976)
- Al Rey Su Trono (Esteoeste, 1983)
- Cortejo y Epinicio (LOM, 2002)
- El Mensajero (LOM, 2003)
- El Cielo en la Fuente/La Mañana Eterna (LOM, 2004)
- País Más Allá (LOM, 2004)
- Poesiectomía (LOM, 2005)
- En un lugar de la Sangre (Mandora, 2006)
- Los Despojos del Sol (LOM, 2006)
- Auge (LOM, 2007)
- Quince (LOM, 2008)
- La Opción (LOM, 2011)
- La noche antes (LOM, 2013)
- El Zócalo (LOM, 2013)
- Cortejo y Epinicio: la tetralogía (LOM, 2013)
- Los Surcos Inundados (LOM, 2014)
- Oó,o (Pre-Textos, 2015)
- Trébol de Nueve (LOM, 2016)
- Alm-ería (Pre-Textos, 2017)
- Jornadas (LOM, 2018, ISBN 978-956-00-1034-6)
- Glosa (Mandora, 2020), ISBN 978-0-9824718-2-1
- Tílimtilín (LOM, 2021), ISBN 978-956-00-1471-9